# María de Oignies
María de Oignies (Nivelles, en la actual Bélgica, ca. 1177- 23 de junio de 1213, Oignies, Bélgica) fue una beguina y mística. 

## Trayectoria
Nacida en el seno de una familia noble, fue desposada a los 14 años con Jean de Nivelle. El matrimonio acabó de común acuerdo para dedicarse a la vida religiosa. A partir de entonces María se consagró a la castidad y la caridad, ejerciendo una labor asistencial en la leprosería de Willambroux.
A los 30 años, en 1207 se retiró a una comunidad de beguinas de Oignies. En ella se extendió su fama de santidad, viniendo gente de lejos para conocerla. Entre estos estuvo Jacobo de Vitry, futuro cardenal de Acre en Palestina y protector del movimiento de las beguinas. Escribiría la Vita Mariae Oigniacensis tras su muerte.
Entre las gracias místicas que tuvo María, se encuentran los estigmas, que recibió en 1212, doce años antes que San Francisco de Asís, siendo por tanto el primer caso histórico de estigmas.
Murió en 1213 a la edad de 36 años.